# Cour constitutionnelle du Mali
Pour les autres articles nationaux ou selon les autres juridictions, voir Cour constitutionnelle.
Ne doit pas être confondu avec Cour suprême du Mali.
La Cour constitutionnelle est une institution du Mali définie par la constitution de la 4e république, adoptée en 2023. Elle est instaurée dès 1992 et reprise dans le Titre V, Chapitre III de la Constitution de 2023 : elle est « juge de la constitutionnalité des lois et elle garantit les droits fondamentaux de la personne humaine et les libertés publiques. Elle est l’organe régulateur du fonctionnement des institutions et de l’activité des pouvoirs publics ».

## Composition
Lors de sa création en 1994, elle est composée de neuf membres : trois sont nommés par le président de la République dont au moins deux juristes, trois sont nommés par le président de l’Assemblée nationale dont au moins deux juristes et trois magistrats sont désignés par le Conseil supérieur de la magistrature. Leur mandat est de 7 ans, renouvelable une fois.
Depuis 2023, les neuf membres de la Cour constitutionnelle sont désignés comme suit :
- deux par le Président de la République ;
- un par le Président de l’Assemblée nationale ;
- un par le Président du Sénat ;
- deux par le Conseil supérieur de la Magistrature ;
- deux Enseignants-Chercheurs de droit public désignés par un Collège constitué par les recteurs des universités publiques de droit ;
- un par l’Ordre des Avocats

Leur mandat est de 7 ans, non renouvelable.

### Renouvellement du 7 août 2020
La Cour constitutionnelle a été entièrement renouvelée le 7 août 2020. Ses neuf membres sont :
| Nom                         | Titre      | Profession              | Début mandat | Nommé par                            |
| --------------------------- | ---------- | ----------------------- | ------------ | ------------------------------------ |
| Amadou Ousmane Touré        | Président  | Magistrat               | 7 août 2020  | Ibrahim Boubacar Keïta               |
| Aser Kamaté                 | Conseiller | Magistrat               | 7 août 2020  | Ibrahim Boubacar Keïta               |
| Doucouré Kadidia Traoré     | Conseiller | Magistrate              | 7 août 2020  | Ibrahim Boubacar Keïta               |
| Beyla Bâ                    | Conseiller | Magistrat à la retraite | 7 août 2020  | Moussa Timbiné                       |
| Mohamed Abdourahamane Maiga | Conseiller | Magistrat               | 7 août 2020  | Conseil supérieur de la magistrature |
| Keita Djénéba Karabenta     | Conseiller | Magistrat               | 7 août 2020  | Conseil supérieur de la magistrature |
| Ba Haoua Toumagnon          | Conseiller | Magistrat               | 7 août 2020  | Moussa Timbiné                       |
| Maliki Ibrahim              | Conseiller | Avocat                  | 7 août 2020  | Moussa Timbiné                       |
| Demba Tall                  | Conseiller | Magistrat               | 7 août 2020  | Conseil supérieur de la magistrature |

Conformément aux dispositions de la Constitution du Mali et de la loi déterminant les règles d'organisation de la Cour constitutionnelle, les différents conseillers ont procédé à l'élection de Monsieur Amadou Ousmane Touré comme président de la Cour constitutionnelle du Mali le 9 août 2020.

## Attributions
La Cour constitutionnelle veille à la régularité des élections présidentielles, législatives et des opérations de référendum dont elle proclame les résultats. Tout candidat et parti politique ainsi que le délégué du Gouvernement peut la saisir afin de contester la validité d’une élection.
La Cour constitutionnelle statue obligatoirement sur la constitutionnalité des lois organiques et des lois avant leur promulgation, les règlements intérieurs de l’Assemblée nationale, du Haut Conseil des Collectivités et du Conseil économique, social et culturel avant leur mise en application.
La Cour constitutionnelle statue sur les conflits d’attribution entre les institutions de l'État.
Les décisions de la Cour constitutionnelle qui ne peuvent faire l’objet de recours, « s’imposent aux pouvoirs publics, à toutes les autorités administratives et juridictionnelles et à toutes les personnes physiques et morales ». Une disposition déclarée inconstitutionnelle ne peut être promulguée ou appliquée.

## Histoire
La constitution de 1974, institue une Cour suprême dont une section constitutionnelle assure la justice constitutionnelle. La Constitution du 27 février 1992, institue une Cour constitutionnelle, en tant qu'organe constitutionnel autonome chargé du contrôle de constitutionnalité des lois.

### Composition en 1994
La cour instutée par la Constitution de 1992 est mise en place en mars 1994 et composée de neuf membres dont :
- Abdoulaye Dicko, Président
- Abdoulaye Diarra, Conseiller du 8 mars 1994 au 8 mars 2008.
- Amadou Samba Sylla, Conseiller

### Renouvellement en 2008
Le décret n°08-080/P-RM du 10 février 2008, renouvelle les neufs membres de la Cour Constitutionnelle du Mali comme suit :
- Membres désignés par le Président de la République,
  - Dao Rokiatou Coulibaly, magistrat
  - Boubacar Tawaty, administrateur civil
  - Amadi Tamba Camara, magistrat

- Membres désignés par le Président de l’Assemblée Nationale
  - Makan Keremakan Dembélé, juriste
  - Fatoumata Diall, magistrat
  - Mohamed Sidda Dicko, magistrat

- Membres désignés par le Conseil supérieur de la Magistrature
  - Manassa Danioko, magistrat
  - Ousmane Traoré, magistrat
  - Mallé Diakité, magistrat

Le 14 mars 2008, Monsieur Amadi Tamba Camara est élu par ses pairs Président de l’institution.

### Renouvellement en 2015
Le décret N° 2015/0031/PRM du 2 février 2015 renouvelle les neufs membres de la Cour Constitutionnelle du Mali comme suit :
- Membres désignés par le Président de la République,
  - Manassa Danioko, magistrat,
  - Fatoumata Diall, magistrat,
  - M’Père Diarra, magistrat.

- Membres désignés par le Président de l’Assemblée Nationale :
  - Mahamadou Boire, magistrat,
  - Bamassa Sissoko, magistrat,
  - Seydou Nourou Keita, administrateur civil.

- Membres désignés par le Conseil supérieur de la Magistrature
  - Zoumana Moussa Cissé, magistrat,
  - Modibo Tounty Guindo, magistrat,
  - Baya Berthe, magistrat.

Le 26 février 2015, Madame Manassa Danioko est élue par ses pairs Président de l’institution.